# 藤北彩香
藤北彩香（1989年5月26日—），出生于千叶县，日本AV女优。

## 經历
2012年，與櫻心美、Maika、神咲诗织組成「me-me」的女子團體。
2014年，受海王星娛樂邀請，與「me-me」团体在马尼拉举办慈善演唱会。